# Shaddai
Shaddai – zespół rockowy założony w 2006 roku w Rzeszowie początkowo jako jednorazowy projekt koncertowy z okazji 1. rocznicy śmierci Jana Pawła II. Pierwszy koncert odbył się w kościele Chrystusa Króla w tym samym mieście. Na początku działalności repertuar stanowiły aranżacje utworów religijnych, następnie skład ustalił się i zaczęto tworzyć własny materiał. Rok 2007 to czas, kiedy zespół nagrał swoją pierwszą długogrającą płytę, która, z powodu problemów z wydawnictwem ukazała się dopiero w lutym 2008. Znalazło się na niej 11 utworów, których teksty oparte są na Piśmie Świętym. W roku 2010 zespół zawiesił działalność na rok i w 2011 w zmienionym składzie powrócił na scenę. Rok 2014 to kolejne zmiany w składzie - Joannę Wierzbę zastępuje Anna Warchoł. We wrześniu tego roku zespół nagrywa minialbum i wraca na scenę.

## Styl zespołu
Zespół gra bardzo zróżnicowaną muzykę rockową, inspirowaną zespołami m.in. 2Tm2,3, Sepultura, Luxtorpeda. W okresie Wielkiego Postu zespół gra koncerty wyłącznie akustyczne, nierzadko rozszerzając instrumentarium. Charakterystycznym elementem zespołu jest wirtuozerska gra fletu poprzecznego.

## Obecny skład zespołu[1]
Anna Warchoł – śpiew

Urszula Zięba – flet poprzeczny

Mateusz Szluz – śpiew, gitara, banjo

Piotr Miłosz – gitara basowa, śpiew

Błażej Dulski – gitara

Wojciech Dulski – perkusja

## Byli członkowie
Joanna Wierzba - śpiew (2011-2014)
Paulina Kowalska – śpiew (2007-2010)
Gabriela Janusz – śpiew (2006, 2012)

Łukasz Porowski – śpiew (2006)

Piotr Grygiel – gitara basowa (2011-2012)

Łukasz Zięba – gitara basowa (2011)

Jakub Furman – gitara basowa (2006-2011)

Konrad Baran – instrumenty perkusyjne (2008)

Jakub Śmiechowski – perkusja (2006)

## Dyskografia
"Demo" (2006)

"Shaddai" (2008)

## Nagrody i wyróżnienia
Ogólnopolskie dni kultury studenckiej w Krośnie – III miejsce (2009)

Festiwal Piosenki Religijnej "Panu Śpiewam" – I miejsce (2012)

Rzeszowski Przegląd Autorski RzePA – III miejsce (2012)